# Courçay
Courçay település Franciaországban, Indre-et-Loire megyében. Lakosainak száma 796 fő (2022. január 1.). Courçay Athée-sur-Cher, Cigogné, Cormery, Reignac-sur-Indre, Truyes és Tauxigny-Saint-Bauld községekkel határos.

## Népesség
A település népességének változása:
| Lakosok száma | 540  | 489  | 703  | 756  | 836  | 814  | 807  | 801  | 798  | 796  |
|               | 1968 | 1982 | 1990 | 2006 | 2013 | 2015 | 2017 | 2019 | 2020 | 2022 |